# Giovanni Battista Coletti
Giovanni Battista Coletti (ur. 8 grudnia 1948 w Treviso) – włoski florecista, srebrny medalista olimpijski i dwukrotny medalista mistrzostw świata. 
Na igrzyskach olimpijskich w Montrealu w 1976 roku reprezentacja Włoch w składzie: Carlo Montano, Fabio Dal Zotto, Stefano Simoncelli, Giovanni Battista Coletti i Attilio Calatroni zdobyła drużynowo srebrny medal. W rywalizacji indywidualnej nie startował. Wystąpił tam także w szpadzie drużynowej, zajmując siódme miejsce.
Podczas mistrzostw świata w Budapeszcie w 1975 roku wspólnie ze Stefano Simoncellim, Nicolą Granierim i Carlo Montano zdobył drużynowo brązowy medal. W tej samej konkurencji zdobył też srebrny medal na rozgrywanych dwa lata później mistrzostwach świata w Buenos Aires.